# Rugby 7 na World Games 2005

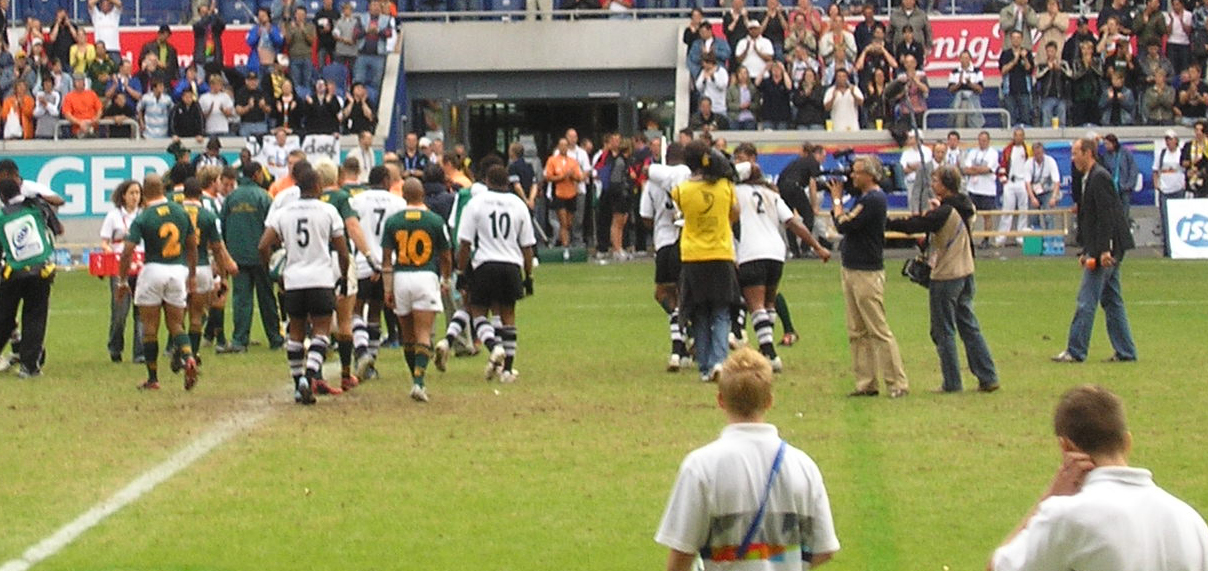
Finałowy mecz Fidżi–RPA.

Turniej Rugby 7 na World Games 2005 odbył się w dniach 22–23 lipca na MSV-Arena w Duisburgu. Była to druga edycja zawodów w tej dyscyplinie na World Games.
W turnieju wystartowało ponownie osiem zespołów. W obecności 8 000 widzów tytuł zdobyty przed czterema latami obroniła reprezentacja Fidżi, najwięcej punktów w zawodach zdobył przedstawiciel triumfatorów Jone Daunivucu.
Składy zespołów.

## Uczestnicy
- Argentyna
- Fidżi
- Francja
- Japonia
- Niemcy
- Południowa Afryka
- Stany Zjednoczone
- Wielka Brytania

## Szczegółowe wyniki

### Grupa A
| # | Drużyna         |
| - | --------------- |
| 1 | Fidżi           |
| 2 | Wielka Brytania |
| 3 | Japonia         |
| 4 | Niemcy          |

| Godz.         | Rezultaty       | Rezultaty | Rezultaty       |
| ------------- | --------------- | --------- | --------------- |
| 22 lipca 2005 |                 |           |                 |
| 14:00         | Fidżi           | 38 - 0    | Japonia         |
| 14:25         | Wielka Brytania | 24 - 7    | Niemcy          |
| 16:10         | Fidżi           | 43 - 5    | Niemcy          |
| 16:35         | Wielka Brytania | 26 - 7    | Japonia         |
| 18:05         | Japonia         | 42 - 17   | Niemcy          |
| 18:30         | Fidżi           | 33 - 17   | Wielka Brytania |

### Grupa B
| # | Drużyna           |
| - | ----------------- |
| 1 | Południowa Afryka |
| 2 | Argentyna         |
| 3 | Francja           |
| 4 | Stany Zjednoczone |

| Godz.         | Rezultaty         | Rezultaty | Rezultaty         |
| ------------- | ----------------- | --------- | ----------------- |
| 22 lipca 2005 |                   |           |                   |
| 14:50         | Argentyna         | 17 - 5    | Francja           |
| 15:15         | Południowa Afryka | 36 - 12   | Stany Zjednoczone |
| 17:00         | Argentyna         | 28 - 14   | Stany Zjednoczone |
| 17:25         | Południowa Afryka | 45 - 14   | Francja           |
| 18:55         | Francja           | 38 - 7    | Stany Zjednoczone |
| 19:20         | Południowa Afryka | 17 - 12   | Argentyna         |

### Faza pucharowa
|  |                     |                   |                   |                     |    |       |       |       |
|  | Półfinały           | Półfinały         | Półfinały         |                     |    | Finał | Finał | Finał |
|  | Półfinały           | Półfinały         | Półfinały         |                     |    | Finał | Finał | Finał |
|  | 23 lipca 2005 15:00 |                   |                   |                     |    |       |       |       |
|  |                     |                   |                   |                     |    |       |       |       |
|  | Fidżi               | Fidżi             | 21                |                     |    |       |       |       |
|  | Fidżi               | Fidżi             | 21                | 23 lipca 2005 18:15 |    |       |       |       |
|  | Argentyna           | Argentyna         | 14                |                     |    |       |       |       |
|  | Argentyna           | Argentyna         | 14                |                     |    | Fidżi | Fidżi | 31    |
|  | 23 lipca 2005 15:30 |                   |                   |                     |    | Fidżi | Fidżi | 31    |
|  |                     |                   | Południowa Afryka | Południowa Afryka   | 26 |       |       |       |
|  | Południowa Afryka   | Południowa Afryka | Południowa Afryka | Południowa Afryka   | 26 | 52    |       |       |
|  | Południowa Afryka   | Południowa Afryka |                   |                     |    |       |       |       |
|  | Wielka Brytania     | Wielka Brytania   | 0                 |                     |    |       |       |       |
|  | Wielka Brytania     | Wielka Brytania   | 0                 | Mecz o 3. miejsce   |    |       |       |       |
|  |                     |                   |                   |                     |    |       |       |       |
|  | 23 lipca 2005 17:45 |                   |                   |                     |    |       |       |       |
|  |                     |                   |                   |                     |    |       |       |       |
|  | Argentyna           | Argentyna         | 22                |                     |    |       |       |       |
|  | Argentyna           | Argentyna         | 22                |                     |    |       |       |       |
|  | Wielka Brytania     | Wielka Brytania   | 10                |                     |    |       |       |       |
|  | Wielka Brytania     | Wielka Brytania   | 10                |                     |    |       |       |       |

|  |                     |                   |           |                     |    |                   |                   |                   |
|  | Półfinały           | Półfinały         | Półfinały |                     |    | Mecz o 5. miejsce | Mecz o 5. miejsce | Mecz o 5. miejsce |
|  | Półfinały           | Półfinały         | Półfinały |                     |    | Mecz o 5. miejsce | Mecz o 5. miejsce | Mecz o 5. miejsce |
|  | 23 lipca 2005 14:00 |                   |           |                     |    |                   |                   |                   |
|  |                     |                   |           |                     |    |                   |                   |                   |
|  | Japonia             | Japonia           | 12        |                     |    |                   |                   |                   |
|  | Japonia             | Japonia           | 12        | 23 lipca 2005 17:00 |    |                   |                   |                   |
|  | Stany Zjednoczone   | Stany Zjednoczone | 17        |                     |    |                   |                   |                   |
|  | Stany Zjednoczone   | Stany Zjednoczone | 17        |                     |    | Stany Zjednoczone | Stany Zjednoczone | 0                 |
|  | 23 lipca 2005 14:30 |                   |           |                     |    | Stany Zjednoczone | Stany Zjednoczone | 0                 |
|  |                     |                   | Francja   | Francja             | 20 |                   |                   |                   |
|  | Niemcy              | Niemcy            | Francja   | Francja             | 20 | 12                |                   |                   |
|  | Niemcy              | Niemcy            |           |                     |    |                   |                   |                   |
|  | Francja             | Francja           | 35        |                     |    |                   |                   |                   |
|  | Francja             | Francja           | 35        | Mecz o 3. miejsce   |    |                   |                   |                   |
|  |                     |                   |           |                     |    |                   |                   |                   |
|  | 23 lipca 2005 16:30 |                   |           |                     |    |                   |                   |                   |
|  |                     |                   |           |                     |    |                   |                   |                   |
|  | Japonia             | Japonia           | 31        |                     |    |                   |                   |                   |
|  | Japonia             | Japonia           | 31        |                     |    |                   |                   |                   |
|  | Niemcy              | Niemcy            | 17        |                     |    |                   |                   |                   |
|  | Niemcy              | Niemcy            | 17        |                     |    |                   |                   |                   |

## Klasyfikacja końcowa
| Miejsce | Reprezentacja     |
| ------- | ----------------- |
| 1       | Fidżi             |
| 2       | Południowa Afryka |
| 3       | Argentyna         |
| 4       | Wielka Brytania   |
| 5       | Francja           |
| 6       | Stany Zjednoczone |
| 7       | Japonia           |
| 8       | Niemcy            |

## Medaliści
| Konkurencja      | 1. miejsce | 2. miejsce | 3. miejsce |
| ---------------- | --- | --- | --- |
| Turniej mężczyzn | FidżiJone Daunivucu Ratu Mataluvu Neumi Nanuku Sireli Naqelevuki Venasio Ramabuke Kameli Ratuvou Raymond Rodan Kiniviliame Salabogi Waisale Serevi Daniele Tabuakuru Simeli Vana Ratu Volavola | Południowa AfrykaStefan Basson Ryno Benjamin Renfred Dazel Danwel Demas Fabian Juries Tobela Mdaka Zolani Mofu Jonathan Mokuena Marius Schoeman Mzwandile Stick Paul Treu Schalk van der Merwe Andre Volsteedt | ArgentynaGonzalo Aguirre Martín Bustos Moyano Carlos Elder Nicolás Fernández Lobbe Juan Gauthier Damian Munoz Federico Quaglia Andrés Romagnoli Horacio San Martín Marcelo Torres Nicolás Vergallo Alexis Weitemeier |